# Günther Thaer
Günther Thaer [tɛːɐ̯] (* 10. Februar 1897 in Schwelm; † Januar 1987) war ein deutscher Schriftsteller und amerikanischer Hochschullehrer. Er war Professor für Literatur an der Universität Richmond (Virginia).

## Leben
Thaer war der Sohn des aus Ostpreußen stammenden Kreisschulinspektors Alfred Thaer aus Schwelm. Er spezialisierte sich als Schriftsteller und Vertreter von  Verlagen auf Skandinavien, vor allem auf Finnland. Als inoffizieller Mitarbeiter war er dort auch für das Außenpolitische Amt der NSDAP tätig. Nach 1945 wurde er Professor für Literatur an der Universität Richmond.

## Publikationen (Auswahl)
- Jean Sibelius. Dem finnischen Meister als Gruß und Gedenken. In: Nationalsozialistische Monatshefte. 7, 1936, Januar-Heft, S. 62–66.
- Berit Spong: Von Angesicht zu Angesicht. Erzählungen. Übertr. u. Nachw. von Günther Thaer. 1942.
- Volk der Wälder. Mein finnisches Erlebnis. Reclam, Leipzig 1944.
- Gösta Sjöberg: Die goldenen Pfennige. Roman. Berechtigte Übertragung aus dem Schwedischen von Günther Thaer. 1949.
- Von Angesicht zu Angesicht. Roman. Krüger, Hamburg 1952.